# اسنیلیز
اسنیلیز (به فرانسوی: Asnelles) یک کمون در فرانسه است که در canton of Ryes واقع شده‌است. اسنیلیز ۲٫۵۲ کیلومتر مربع مساحت دارد ۶ متر بالاتر از سطح دریا واقع شده‌است.